# Integrált katalógustár
Az Integrált katalógustár (németül: Gemeinsame Normdatei) a Német Nemzeti Könyvtárban, a német és osztrák közös rendszerekben, a München–Firenze–Róma művészeti könyvtárak szövetségében, a Kalliope adatbázisban és  számos más német nyelvű projektben felhasznált egységesített katalógus rendszer. A GND-t a Német Nemzeti Könyvtár vezette be és tartja karban.

## Alapjai
A GND-t (Integrált katalógustár) 2009 és 2012 között a Német Nemzeti Könyvtár, a német nyelvű könyvtárszövetség, valamint a folyóirat-adatbázisok közös munkájával dolgozták ki. A projekt célja a korábban külön-külön vezetett eltérő formátumú és tartalmú katalógusok (GKD (cégadattár), PND (személynévtár), SWD (kulcsszókatalógus) és DMA_EST (a Német Zenei Archívum katalógusa) egyesítése volt. Ennek megvalósításához egységes adatformátum kialakítására és a korábban meglévő szabályok egységesítésére volt szükség.
A GND 2012. április 19-én váltotta fel a fenti katalógusokat. 2014 júliusától az amerikai Kongresszusi Könyvtár által használt RDA-szabály (Resource Description and Access) szerint kerülnek a katalógusadatok tárolásra.